# JE (jornalista)
José Eduardo Macedo Soares (1882-1967), também conhecido por JE, foi um jornalista brasileiro que militou dos anos 1920 aos anos 1950 na imprensa e, sendo tratado como "o príncipe dos jornalistas brasileiros". Não há ainda biografia publicada sobre José Eduardo, apesar dos dois livros já existentes sobre o Diário Carioca, jornal de que foi fundador e proprietário, mas em matéria publicada no Jornal Folha de S.Paulo em 25 de dezembro de 2005 por Luís Nassif, intitulada O Príncipe dos Jornalistas Brasileiros, podemos saber mais a seu respeito.
Luís Nassif recorda, por exemplo, a origem de José Eduardo: a família Macedo Soares, da aristocracia fluminense, sendo ele sobrinho de Antônio Joaquim de Macedo Soares, o Conselheiro Macedo Soares, a quem tinha como modelo, conforme também nos conta Cecília Costa no livro Diário Carioca: o jornal que mudou a imprensa brasileira. O pai de José Eduardo, também José Eduardo, segundo Cecília Costa, era formado em farmácia e teve uma vida mais parcimoniosa do que o filho e do que seu irmão, o Conselheiro, bem como seus demais irmãos mais velhos: foi professor e pedagogo, criando seu próprio colégio, o Colégio Macedo Soares, em São Paulo, por onde passariam crianças e jovens de tradicionais famílias deste Estado, que lhe renderam obituários nos jornais paulistas e cariocas quando de sua morte, em 1918.
Ainda segundo Luís Nassif, JE demitiu-se da Marinha para fundar O Imparcial, jornal que criou antes do Diário Carioca, o DC. Atacado O Imparcial, com o valor da indenização, e o apoio de seu grande amigo Horácio Carvalho, JE criou o Diário Carioca. Nassif revela ainda aspectos íntimos de JE: sua suposta homossexualidade, sua fina ironia no jornalismo que praticou, a frugalidade do apartamento em que vivia, não obstante estivesse rodeado por obras de arte, sua intuição para o jornalismo, tendo tido como chefe de redação Pompeu de Souza e como chefe de reportagem Luiz Paulistano em seu jornal, além de nomes como Prudente Moraes Neto (como Pedro Dantas), Paulo Mendes Campos, Sérgio Porto e Armando Nogueira entre seus colaboradores.
José Eduardo era irmão de José Carlos de Macedo Soares, primo de Edmundo de Macedo Soares e Silva e pai de Lota de Macedo Soares.